# 博士（商学）
博士（商学）（はくし しょうがく）は、博士の学位であり、商学に関する専攻分野を修めることによって、日本で授与されるものである。
1991年以前の日本では、商学博士（しょうがくはくし）という博士の学位が授与されており、商学博士は、現在の「博士（商学）」とほぼ同じものである。
商学博士は、1920年（大正9年）の学位令改正により追加された。それ以前は、法学博士の中に商学の研究に関するものが含まれていた。日本で初めて商学博士を授与されたのは、藤本幸太郎（1921年。授与機関は東京商科大学（現在の一橋大学））である。

## 概要
英語圏においては、各国による学位制度に違いがあるものの、Doctor of Philosophy (Ph.D.) の一部と Doctor of Commercial Science が、商学博士に相当する。
日本で授与された博士（商学）の英語での表記方法としては、Doctor of Philosophy in Commerceが一般的である。